# Котка
 Тази статия е за домашната котка.  За семейството животни вижте Котки.  За града във Финландия вижте Котка (град).
Вижте пояснителната страница за други значения на Котки.
Котка (Felis silvestris catus), наричана също домашна котка, е подвид на дивата котка, бозайник от семейство Коткови (Felidae).
Котките живеят в близост до хората от преди поне 3500 години (въпреки че не са изцяло опитомени като кучетата). В Древен Египет котките са били използвани за пазачи на складираното зърно от мишки и други гризачи, като наказанието за убита котка в Древен Египет е било смърт. В наше време котките са едни от най-разпространените домашни любимци. Малък процент от тях (около 1%) са чистокръвни (с регистрирано родословие); останалите 99% са кръстоски между различни породи.

## Характеристики
Домашната котка е в състояние да убие или изяде представители на няколко хиляди други животински вида. За сравнение повечето от големите котки се хранят с не повече от сто други вида. Въпреки това, поради малкия си размер, домашната котка е почти безобидна за хората; единствените рискове са от възможни инфекции при ухапване, в редки случаи – бяс. Исторически погледнато котките са голяма заплаха за екосистеми, които не са им родни и които нямат време да се адаптират към нахлуването им. В някои случаи котките са причинили или са допринесли за изчезването на някои животински видове.
Котките издебват жертвите си и бързо се справят с тях, използвайки тактика, сходна с тази на по-големите роднини – тигрите и леопардите – нахвърлят се изотзад и захапват жертвата за врата, като по този начин дългите им кучешки зъби нанасят поражения върху гръбначния стълб или предизвикват задушаване чрез прекъсване на трахеята.
Котките се смятат за „съвършените месоядни“, потвърждение на което са специализираните кучешки зъби и храносмилателната им система. Двойките кътници от двете страни на устата са идеално устроени за разкъсване на месо, почти като чифт ножици. За разлика от повечето месоядни, котките рядко ядат растителна храна. Докато кучетата и мечките обикновено разнообразяват диетата си с плодове, корени и мед (когато успяват да си ги набавят), котките се хранят изключително с месо, обикновено прясно. В домашни условия котките не могат да бъдат адаптирани към вегетарианска диета, защото не могат да синтезират необходимите си аминокиселини само от растителен материал; това контрастира с домашните кучета, които обикновено се хранят със смесица от месо и растителни продукти, а в някои случаи могат да бъдат адаптирани напълно към вегетарианска диета.
Въпреки репутацията си на единаци, домашните котки са достатъчно социални, за да формират колонии, но не ловуват в групи като лъвовете. Всяка котка си има собствена територия, като сексуално активните мъжкари имат обширни територии, а кастрираните – малки територии; съществуват и „неутрални“ територии, в които котките общуват една с друга, без териториални конфликти или агресия. Собствените територии се отбраняват яростно, първо чрез вторачване, съскане и ръмжене, а ако това не успее – чрез кратки, но шумни и яростни атаки. Биещите се котки могат да изглеждат по-големи заради настръхналата козина и извития като дъга гръбнак. Атаките обикновено се състоят от силни удари с лапа по лицето и тялото, както и захапвания, но сериозни поражения са рядкост – обикновено губещият се отървава с няколко драскотини по лицето. Сексуално активен мъжкар може да бъде въвлечен в много битки през живота си като това обикновено е „изписано“ по лицето му – често се виждат белези по носа и ушите. В битки участват не само мъжкарите, женските котки също се бият, за да защитават територията или малките си; дори и кастрираните котки защитават яростно малката си територия.
За прародител на домашната котка се смята дивата котка.  Котките обожават топлината и слънчевата светлина, често спят през деня на най-топли места. Лицата им обикновено са сухи, като котките обичат да ги заравят в пясъчници. Могат да остават неподвижни за дълго време, най-вече когато дебнат плячката си и се приготвят за скок. В Северна Африка все още съществуват малки диви котки, които вероятно са далечни родственици на днешните домашни породи.
Като родственици на пустинни животни, котките могат да издържат на студен или горещ климат, но не за дълго време. Те имат ниска устойчивост срещу мъгла, дъжд и сняг, въпреки че някои породи са развили по-голяма устойчивост от други. Мнозинството породи не понасят допир с вода, защото влагата ги затруднява да поддържат телесната си температура от 39 °C.
Домашната котка има тегло от 2,5 до 8 kg и рядко надхвърля 10 kg. Има случаи, в които котка е достигала тегло 23 kg, когато е прехранена. Това е изключително нездравословно за котката и трябва да се избягва. В домашни условия котките живеят около 13 – 20 години, въпреки че най-възрастната котка, живяла някога, е достигнала преклонната възраст от 38 – 39 години. Домашните котки живеят по-дълго, когато се кастрират, или не им се предоставя достъп към външния свят (чрез което се избягват битки и инциденти). Уличните котки в градски условия живеят около две години или по-малко.
На котката, живееща в домашни условия, трябва да се осигури сандъче с пясък или друг специален материал. Това служи на котката като тоалетна. Подобно сандъче се препоръчва и за котки, които не живеят през цялото време в затворени помещения.
Котките имат репутация на придирчиви гастрономи, заради специфичен сетивен Якобсонов орган на небцето на устата. Когато този орган стане чувствителен към определен тип храна, котката няма да приеме тази храна, докато тя не съвпада с очаквания тип миризма. Когато котката сбръчква муцуната си, отпуска долната си челюст или провесва език, означава, че отваря достъпа до този специален орган. Това е специфично и за други животни като конете и кучетата.
Котките са изключително чисти животни. Поддържат чистотата си като ближат козината си. Слюнката им съдържа силно почистващо вещество, което може да причини алергични реакции у някои хора. Също така котките от време на време повръщат топки козина, която неизбежно се събира в стомаха им по време на чистенето.
Котките пестят сили, като спят по-продължително време от повечето животни: от 12 до 16 часа, но най-често 13 – 14 часа на денонощие. Някои котки могат да спят дори по 20 часа в денонощието. Терминът „котешка дрямка“ се отнася до способността им да заспиват за кратко (в английския език изразът се използва и за хора, неусетно задрямали за няколко секунди).

## Анатомични особености
Котката като малък хищен бозайник, одомашнен от човека, представлява дребно на ръст животно с дължина на тялото 60 cm и дължина на опашката 25 – 35 cm. Като типичен полов диморфизъм женските са по-дребни на ръст от котараците. Рекордът за най-голяма котка, вписана в книгата на рекордите на Гинес, е на животно с дължина 121,9 cm.
Средното тегло на възрастните индивиди е в рамките на 2,5 – 6,5 kg, но се срещат и по-едри екземпляри с тегло 6 – 9 kg. Котараците от породите сибирска котка и Мейн Кун могат да достигнат тегло 11,5 – 13 kg. Регистрирани са рекорди на котки с тегло до 20 kg, а най-тежкият котарак е бил с тегло от 21,3 kg.. Тези рекордни стойности обаче се дължат на кастрация и последващо затлъстяване на домашния любимец.
Скелетът на котките е съставен от около 240 броя кости и подобно на всички гръбначни е съставен от осева и периферна част..
Черепът и гръбначният стълб образуват обща кухина, която носи и защитава органите от Централната нервна система от увреждания. Гръбначният стълб е представен от 7 шийни, 13 гръдни, 7 поясни, 3 сраснали кръстови и 20 – 26 опашни прешлена. От гръдните прешлени излизат и 13 чифта ребра. Първите 9 са свързани с гръдната кост, а последните 4 чифта са плаващи.
Черепът на домашната котка се отличава със сравнително големи очни орбити и силни челюсти. За разлика от много бозайници лицевата част и мозъчната кутия са сравнително еднакви по размери. Черепната кутия е изградена от 11 броя кости, а лицевата от 13.. Котешкият мозък е с дължина около 5 cm и тегло от 30 g.
Зъбите на котката наброяват 30 (16 на горната и 14 на долната), от тях 12 резеца, 4 кучешки, 10 предкътника и 4 кътника. Зъбната формула на домашната котка е:
{\displaystyle {\frac {3(3).1(1).3(3).1}{3(3).1(1).2(2).1}}=30(26)}
Котешките зъби са приспособени за убийство и разкъсване на месо. Захапвайки жертвата, котката пречупва гръбначния стълб, като прерязва гръбначния ѝ мозък. Така предизвиква парализа и последваща смърт..
Отличителен белег е наличието на мигателна ципа (трети клепач). Намира се в медиалния очен ъгъл и служи за защита на окото. Третият клепач почиства механично роговицата и я овлажнява. Този клепач може да покрие окото в случаи, когато котката спи или е уморена. Изпадането на третия клепач често може да бъде признак и на заболяване.
Окраската на домашните котки (Felis catus) е изключително разнообразна и се дължи на сложни генетични взаимодействия между множество гени, отговорни за цвета, разположението и дължината на косъма. Срещат се едноцветни (например черни, бели или сиви), двуцветни и трицветни (най-често при женските) котки, както и характерни шарки като таби (райета или петна), точки (при сиамските котки) и костенуркова окраска. Меланиновите пигменти – еумеланин (черен/кафяв) и феомеланин (червеникав/оранжев) – определят основните цветове, а специфични мутации влияят върху тяхното изразяване. Освен естетическа роля, окраската може да има значение за поведението, здравето и адаптацията на животното.
Оранжевите котки често са възприемани като особено дружелюбни, игриви и понякога „шантави“ – образ, популяризиран в социалните мрежи. Научно погледнато, те не принадлежат към отделна порода, а могат да се срещнат при множество породи. Генетично, оранжевото оцветяване се дължи на гена ARHGAP36, разположен на Х-хромозомата, което обяснява защо повечето оранжеви котки са мъжки. Изследванията за връзка между оцветяването и поведението са ограничени и противоречиви. Някои проучвания сочат, че оранжевите котки се възприемат като по-дружелюбни, докато други, включително мащабно изследване от Пенсилванския университет, показват по-голяма склонност към страхова агресия. Тъй като много от изводите се основават на анкети сред собственици, възможна е пристрастност в отговорите. Има хипотеза, че връзката между гена за оцветяване и поведението може да се дължи на общ произход на пигментните и нервните клетки в ембрионалното развитие. Засега обаче тази връзка остава недоказана и е предмет на бъдещи изследвания.
Козината на домашната котка има свойството да се наелектризира. Някои растения, като валериана и Népeta catária, отделят вещества, които оказват наркотично въздействие на котката.

### Зрение
Котките имат отлично зрение както през деня, така и през нощта. При ярка светлина зеницата (наподобяваща вертикална цепка) се свива рязко, намалявайки количеството светлина, попадаща в ретината, но за сметка на това свива и полезрението на животното. Специален орган (tapetum lucidum) способства за силното им зрение при оскъдна светлина, като също така е отговорен и за цветните отблясъци в очите на котките при фотографии със светкавица. Както при повечето хищници, тяхното зрение е насочено напред и осигурява много ясно възприятие на средата, за сметка на зрителното поле. Котките са слаби трихроматици (възприемат света в трите му основни цвята).

### Слух
На практика всички котки имат прави, стърчащи нагоре уши. За разлика от кучетата, при котките породите с клепнали уши са голяма рядкост. Когато е уплашена или ядосана, котката свива ушите си назад, под акомпанимента на съскане или ръмжене. Когато се ослушва за нещо, котката насочва ушите си в съответната посока, като ушите могат да се мърдат независимо едно от друго.

### Осезание
Когато липсва достатъчно светлина за да виждат, те използват мустаците си за навигация и възприемане на средата, в която се намират. Мустаците им могат да долавят много леки струи въздух и разместване на въздушните пластове, което им позволява да се ориентират за близките препятствия. Котешките мустаци се наричат вибриси (на латински: vibrissae от vibro – „трептя“) и се отнася за всички удебелени дълги косми при животните около муцуната, очите и лапите които се явяват осезателни органи.

### Обоняние
Котките имат добре развито обоняние, дължащо се на добре развитите обонятелни луковици и голямото количество сензорни клетки в обонятелния епител в дъното на носната кухина.

## Размножаване
Половата зрялост при домашната котка настъпва от 6 до 9-месечна възраст. При скитащите котки началото на пубертета може да се повлияе от времето, през което е родена котката. При нормални климатични условия котките са сезонно полиеструсни. При отглеждането им в домашни условия обаче те често циклират редовно през цялата година. Последователността на събитията е проеструс, еструс и метеструс. Следва период на полова пасивност, наречен диеструс. Тази поредица от събития продължава до края на размножителния сезон. Последният метеструс е последван от по-дълъг период на полова пасивност. Нарича се анеструс и представлява неразмножителния период на котката. В стадия на проеструс котката мяука жално, търка се в предмети и хора. Често при доближаване от котарак тя го пропъжда. В следващия стадий котката започва активно да търси мъжки и е готова да се чифтосва.
Овулацията е спонтанна. Индуцира се от покриването и стимулацията на цервикса от пениса на котарака. Почти винаги овулират няколко яйцеклетки. В случай че котката се покрива от няколко мъжки, напълно възможно е малките от едно котило да бъдат от различни бащи..
Бременността продължава 61 до 63 дни. Котетата се раждат глухи и слепи. Започват да виждат на 5 – 10 ден след раждане, а слухът се развива нормално 9 – 11-дневна възраст. Малките се кърмят от майката 8 – 10 седмици, след което постепенно преминават на твърда храна. Проеструсът при майката може да последва скоро след раждането или да бъде последван от период на анеструс. Обикновено котките се разгонват около 8 седмици след раждането, като този период зависи от времето на отбиване.
Котките са идеални майки и имат добре развит майчин инстинкт. Много често, когато майката напусне гнездото в търсене на плячка, малките биват убити от мъжки котарак. Това поведение е присъщо за бездомни и дворно живеещи котки. Ако бащата на малките от котилото е един, то тогава поведението на мъжкия е съвсем различно. Той пази своето поколение и участва в отглеждането на малките. Чести са случаите, когато вследствие на смърт на майката, друга котка поема грижите за потомството..

## Породи домашни котки
Списъкът с породи домашни котки е доста обширен. Всяка порода се отличава с различни характеристики и наследство. Породите котки най-общо се делят на: късокосмести, полудългокосмести и дългокосмести.

### Тигрова котка
Шарени, с разнообразие от разцветки.
Класическата „петниста“ котка (или „мраморна“) е най-често срещана. Шарките ѝ са несиметрични. „Скумриената“ или „шарена“ котка е покрита с поредица от вертикални ивици по продължение на страните (наподобяващи на шарките на рибата скумрия). Този вид, но на отделни петна, се нарича „петниста“ котка.
И накрая, тъмните ивици на шарките могат да изглеждат като „отметки“. Тези котки са близко свързани с абисинските котки.

### Полудива рисова котка
Окраската ѝ е подобна на тигровата котка, отличава се с малко по-големи размери, по-големи лапи и снопчета косми на върха на ушите, откъдето идва и названието ѝ. В България се среща предимно в района на Странджа планина. Сравнително лесно се поддава на опитомяване, но не е така гальовна като обикновената домашна котка.

### „Улична превъзходна“
Жаргонното название порода „улична превъзходна“ е придобило гражданственост в българския език и особено сред градското население. Представлява събирателно понятие за всички видове улични котки (също и кучета), чиито породи не могат да бъдат установени поради многобройни смесвания между различните породи. В уличните котки могат да се открият остатъци от най-разнообразни породи, но най-често те са късокосмести. Окраската им варира от бяло до черно с много петънца и шарки. Уличната котка се размножава, но и умира най-бързо, тъй като никой не се грижи за нея.

### „Късокосмести“
Отначало всички домашни котки са били късокосмети. Само онези, които живеели в студените райони на Земята, имали по-гъста козина.
Сиамската котка произхожда от Азия. Котетата се раждат със светла козина, но докато растат, лапичките и главата потъмняват. Сиамските са много интелигентни и впечатляват с бързината си.
Руската синя котка идва от северните краища на Русия. Тя се чувства щастлива в апартамент.
Котките от породата египетска мау са добри по характер и могат да живеят с други животни.

### „Дългокосмести“
Дългокосместите котки са се появили в Европа през XVI век. Козината им се е удължила след многогодишно кръстосване на различни породи.
От котките с дълга козина най-известната е персийската. Тя е царствена и обича спокойствието. Красивото ѝ кожухче изисква всекидневни грижи.
Регдол е мекичка като плюшена играчка. По характер е кротка и предпочита да живее в апартамент.
Мейн Кун е едра и силна котка, която не обича затворените пространства. Тя може да спи навсякъде.

## Опитомяване
Както всички опитомени животни, и котките живеят с хората във взаимозависимост. Те са били изключително полезни, при това в значително по-късен период от развитието на човека; въпреки това, цялостното им опитомяване е все още под въпрос. Да се допуснат котките да живеят в сравнително сигурните човешки поселения, е било ниска цена в сравнение с ползата от това съжителство – опазването на зърнените култури от гризачи, поради което връзката между котките и хората укрепнала. Предците на домашната котка не са ловували заради самия социален акт, и не са се радвали на защита в стадо като повечето по-късно опитомени животни. От гледна точка на еволюцията, това може би е причината котките да не могат да „разбират“ настроенията на стопаните си, както кучетата например: преди да дойдат хората, котките са имали малко социални контакти, от които да извличат полза. Това идва като допълнение към вярванията на собствениците на котки – че те са по-самостоятелни и независими, отколкото останалите домашни животни. Въпреки това котките могат да бъдат силно привързани към стопаните си, особено ако са заедно с тях от ранна възраст и са третирани с нужното внимание.
Хората често отглеждат котки за компания или за прогонване на мишки и плъхове. Във фермите понякога има до дузина котки, които не живеят в дома, а в помещенията за другите животни или в хамбарите. Ловувайки в хамбарите и на полето, те убиват и изяждат дребни гризачи, които иначе биха унищожили голяма част от зърнената реколта. Много от котките преследват и убиват мишки, зайцевидни, птици, влечуги, жаби, риби и по инстинкт дори големи насекоми, но невинаги изяждат плячката си. Случва се дори и да поднесат плячката си (зашеметена или мъртва) на стопанина си, очаквайки награда.
Неопитомените котки могат да живеят сами, но повечето се събират в големи групи, наречени колонии. Много изгубени или изоставени домашни котки се присъединяват към тези колонии, когато са отчаяни. Животът на тези неопитомени животни е много по-къс от този на една домашна котка, която живее средно 16 години. Градските условия не са родни на котките; много от прародителите на домашните котки са били пустинни животни, разпространени по света от хората, но някои диви колонии са открити в големи древни градове, като например около Колизеума в Рим. Въпреки че котките лесно се адаптират, те са неспособни да издържат на много ниски или много високи температури, а при специфичното изискване на организма им към високопротеинова храна, малко от тях успяват да намерят препитание сами. Освен това те са още по-незащитени, поради неспособността си да разберат поведението на хищници като кучета, вълци и дори автомобили.
Някои натуралисти твърдят, че опитомяването на котките е вредно за околната среда, защото повишеното размножаване води до повишен улов на малки животни и птици, като по този начин се нарушава балансът в хранителната верига и се пречи на нормалното размножаване на местните животни.

## История и митология
Началото на съжителството между човека и котките не е установено с точност. Най-ранните писмени записки за опитите да се опитомят котки датират от Древен Египет около 4000 г. пр.н.е, когато са били използвани за опазване на хамбарите от мишки и плъхове.
Освен това открити гробници в Shillourokambos (Кипър) съдържат скелети на хора и котки, датиращи от 7500 г. пр.н.е. Тъй като котките не са представители на местната фауна, се предполага, че са били частично опитомени преди този период. Скелетите, открити в тези гробници, са по-близки до прародителите на дивите котки, отколкото до днешната домашна котка.
Древните египтяни са почитали котките, защото са ги смятали за въплъщения на богинята Бастет. Наказанието за убийство на котка било смърт, а често при смърт на котка тялото било мумифицирано по същия начин, както при хората.
През средните векове котките са били смятани за сподвижници на вещиците и понякога по време на празници били изгаряни живи или хвърляни от високи сгради. Някои историци предполагат, че широко разпространените враждебни суеверия към котките довели до бум на чумните заболявания („Черната смърт“, с което зловещо название била позната бубонната чума). Поради скоростта, с която се разпространявала чумата, се появили вярвания, според които тя е предизвикана от самия Дявол. Тези вярвания накарали папата официално да обяви, че котките имат съюз с Дявола. Вследствие на този акт много котки в Европа били убити. Големият спад в котешката популация довел до огромен скок в разпространението на плъховете, съответно с това се увеличил и броят на насекомите, разнасящи чумата. Като следствие от всичко това се увеличил броят на заразените от чума хора – нещо, което анатемата срещу котките е трябвало да ограничи.
Днес някои хора продължават да смятат, че черните котки носят нещастие, или че е лош късмет, ако черна котка „ти мине път“. Други са на противоположното мнение – смятат, че черните котки носят късмет.
Котките и до ден днешен се свързват с вещерството. Черните котки в частност са свързани с празниците около Хелоуин. Практикуващите неопаганизъм вярват, че котките са животни с добра природа, свързани са със света на духовете и могат да усещат злите сили.
Според някои митове и легенди котката живее едновременно в няколко паралелни свята или може да влияе на здравето на хората, като им помага да се борят с болестите. Смята се също, че котката дружи с къщата, в която живее, и тези домове са до известна степен защитени от беди и нещастия.
Поверие обяснава издръжливостта на котката с това, че тя има няколко живота, като броят им варира при различните народи. Арабите и турците вярват че са 6, гърци и германци – 7, а ние сме възприели английския вариант, споменат от Шекспир – 9.
В Азия котката е едно от животните в 12-годишния цикъл на Виетнамския зодиак. Тя обаче не присъства в Китайския зодиак. Легендите разказват, че плъхът, който канел животните в Нефритения императорски дворец, за да бъдат избрани за зодиака, забравил да покани котката, и затова тя го обявила за свой смъртен враг.